# Stary Dwór (rejon postawski)
Stary Dwór (biał. Стары Двор, Stary Dwor; ros. Старый Двор, Staryj Dwor) – wieś na Białorusi, w obwodzie witebskim, w rejonie postawskim. Wchodzi w skład sielsowietu Woropajewo.
Znajduje tu się przystanek kolejowy Żafarawa, położony na linii Królewszczyzna - Łyntupy.

## Historia
W 1870 roku wieś w guberni wileńskiej Imperium Rosyjskiego.
Wieś została opisana w Słowniku geograficznym Królestwa Polskiego. Z opisu wynika, że w 1890 roku folwark leżał w okręgu wiejskim Starydwór, w gminie Łuczaj, w powiecie wilejskim. Folwark leżał nad dwoma jeziorami tej nazwy. Znajdował się 86 wiorst od Wilejki. W folwarku należącym do Edwarda Mostowskiego mieszkało 38 mieszkańców katolików, znajdowały się tu gorzelnia, młyn wodny i tartak. W skład okręgu wiejskiego wchodziły wsie: Czaszkowszczyzna, Dniszki, Łomżyno, Macurki, Nowosiołki, Rudziewicze, Staryna, Szafarów i Wojniówka. Okręg zamieszkiwały 444 dusze rewizyjne włościan uwłaszczonych.
W okresie międzywojennym kolonia Stary Dwór leżała w granicach II Rzeczypospolitej w gminie wiejskiej Łuczaj, w powiecie postawskim, w województwie wileńskim.
Powszechny Spis Ludności z 1921 roku rozróżnia stację kolejową, folwark i kolonię. Zgodnie ze spisem, zamieszkiwało:
- stację kolejową  – 12 osób, 11 było wyznania rzymskokatolickiego a 1 prawosławnego. Jednocześnie wszyscy mieszkańcy zadeklarowało białoruską przynależność narodową. Był tu 1 budynek mieszkalny[3].
- folwark  – 103 osoby, 94 było wyznania rzymskokatolickiego a 9 prawosławnego. Jednocześnie 80 mieszkańców zadeklarowało polską przynależność narodową a 23 białoruską. Było tu 8 budynków mieszkalnych[3].
- kolonię  – 72 osoby, 5 było wyznania rzymskokatolickiego, 26 prawosławnego a 41 staroobrzędowego. Jednocześnie 50 mieszkańców zadeklarowało polską przynależność narodową, 21 białoruską a 1 litewską. Było tu 9 budynków mieszkalnych[3].

W Wykazie miejscowości widnieje jedynie kolonia (folwark w wyniku reformy został rozparcelowany, stacja kolejowa weszła w skład kolonii). W 1931 w 20 domach zamieszkiwało 138 osób.
Miejscowość należała do parafii rzymskokatolickiej w Łuczaju i prawosławnej w Postawach. Podlegała pod Sąd Grodzki w Postawach i Okręgowy w Wilnie; właściwy urząd pocztowy mieścił się w m. Łuczaj.
W 1938 roku miejscowość należała do gromady Stanisławowo gminy Łuczaj.
Po agresji ZSRR na Polskę w 1939 roku wieś znalazła się w granicach BSRR. W latach 1941–1944 była pod okupacją niemiecką. Następnie leżała w BSRR. Od 1991 roku w Republice Białorusi.

## Parafia rzymskokatolicka
Miejscowość podlega parafii św. Judy Tadeusza w Łuczaju. Odbywają się tutaj niedzielne nabożeństwa.